# Peg Parnevik
Ida Josefin Pegg Parnevik, född 3 september 1995 i Stockholm, är en svensk sångare, låtskrivare och TV-profil. 
Hon är dotter till golfspelaren Jesper Parnevik och hans hustru Mia samt barnbarn till imitatören Bosse Parnevik. Peg Parnevik är till stor del uppvuxen i Florida i USA som ett av fyra syskon. Hon blev först känd genom sin medverkan i realityserien Parneviks i TV3 i vilken svenska kändisar kommer och bor hos familjen Parnevik i Florida. Serien vann TV-priset Kristallen år 2015 för "Bästa realityserie". Hon fick skivkontrakt med Sony Music i slutet av 2015 och gav i mars 2016 ut debutsingeln "Ain't No Saint".
Den 3 juni 2016 gav hon ut sin andra singel, "We Are (Ziggy & Carola)". Låten "Ain't No Saint" placerade sig på andraplats på Svenska singellistan. I augusti 2016 medverkade Parnevik i SVT:s Allsång på Skansen  och i RIX FM festivalen.
Tillsammans med systern Penny startade hon 2016 podcasten Pillowtalk med Peg & Penny.
Hon är huvudperson i programmet Peg på turné på Viafree 2016. Programmet följer hennes konsertturné runt Sverige.
Januari 2017 vann Peg Parnevik pris som Årets Nykomling 2016 vid musikgalan P3 Guld.
2019 bildade hon duon GAMMAL tillsammans med Pontus Pettersson. Singeln "Blommor där du står" släpptes 25 januari 2019.

## Diskografi

### EP
- 2017 – Don't Tell Ma

### Singlar
- 2016 – Ain't No Saint
- 2016 – We Are (Ziggy & Carola)
- 2016 – Sthlm Nights
- 2016 – New York (Handles Heartbreak Better)
- 2017 – Don't Tell Ma
- 2018 – Loafers
- 2018 – Break Up a Bit
- 2019 – Goodbye Boy
- 2019 – 27 Sorries
- 2021 - Somewhere Without Me
- 2021 - My Name
- 2024 - Svett